# Petite Rocks
Die Petite Rocks (englisch für Zierliche Felsen) sind zwei kleine, isolierte und 1155 m hohe Felsvorsprünge im westantarktischen Queen Elizabeth Land. In den Pensacola Mountains ragen sie 8 km östlich des zentralen Dufek-Massivs im westlichen Teil des Sallee-Schneefelds auf.
Der United States Geological Survey kartierte sie anhand eigener Vermessungen und mithilfe von Luftaufnahmen der United States Navy zwischen 1956 und 1966. Das Advisory Committee on Antarctic Names gab ihnen 1968 ihren an ihre Größe angelehnten deskriptiven Namen.